# Ange de Francfort
L'Ange de Francfort (en allemand Frankfurt Engel) est un mémorial de la ville de Francfort-sur-le-Main, dans le Sud-Ouest de l'Allemagne, dédié aux personnes homosexuelles persécutées durant la période nazie puis durant les années 1950 et 1960, en vertu de l'article 175 du code pénal allemand.

## Conception

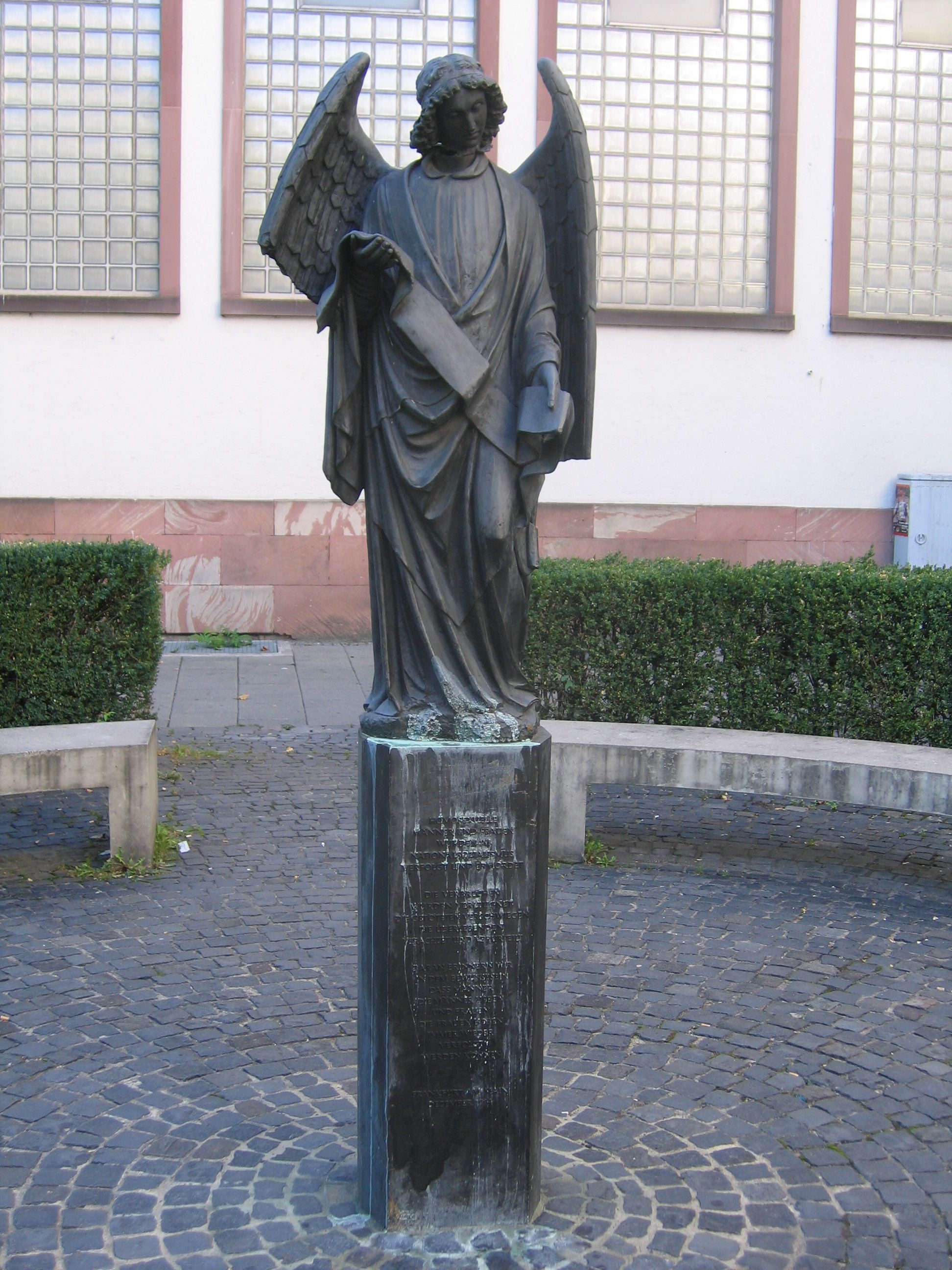
L'ange de Francfort de Rosemarie Trockel.

Le mémorial prend la forme d'une statue d'ange, posée sur un piédestal de bronze, octogonal, le tout disposé au centre d'un cercle, situé au croisement des rues Schäfergasse et Alte Gasse.
Sur son socle figure l'inscription :

« Homosexuelle Männer und Frauen wurden im Nationalsozialismus verfolgt und ermordet. Die Verbrechen wurden geleugnet, die Getöteten verschwiegen, die Überlebenden verachtet und verurteilt. Daran erinnern wir in dem Bewusstsein, dass Männer, die Männer lieben, und Frauen, die Frauen lieben, immer wieder verfolgt werden können. Frankfurt am Main. Dezember 1994 »

Celle-ci peut être traduite par « Des hommes et des femmes homosexuels ont été persécutés et assassinés en Allemagne nazie. Les crimes furent niés, les morts dissimulées et les survivants furent méprisés et poursuivis. Nous nous remémorons, en ayant conscience que les hommes qui aiment les hommes et les femmes qui aiment les femmes font toujours face à la persécution. Franfort-sur-le-Main. Décembre 1994 ».
Le mémorial rend hommage aux personnes homosexuelles qui ont été persécutées ou sont mortes au cours de la période nazie puis dans les années 1950 et 1960, à cause du paragraphe 175 du code pénal allemand interdisant l'homosexualité. Cet article a été réformé en 1969 et entièrement abrogée en 1973.

## Histoire
Le choix de l'artiste chargé de la réalisation du mémorial fait suite à un concours débuté le 20 juillet 1992. L'artiste Rosemarie Trockel remporte la compétition. Le mémorial est ouvert le 11 décembre 1994.